# Numeratore
In una frazione, il numeratore è il numero sopra la linea: indica la quantità di parti ("frazioni") dell'unità, o dell'intero (specificate dal denominatore), da conteggiare.
```
   
Numeratore
---------------- barra di frazione 
  
Denominatore
```

Per esempio:
- In ¼, il numeratore è 1;
- In ¾, il denominatore è 4.

Il numeratore può essere indicato tramite un numero cardinale.